# Никандр Колофонский

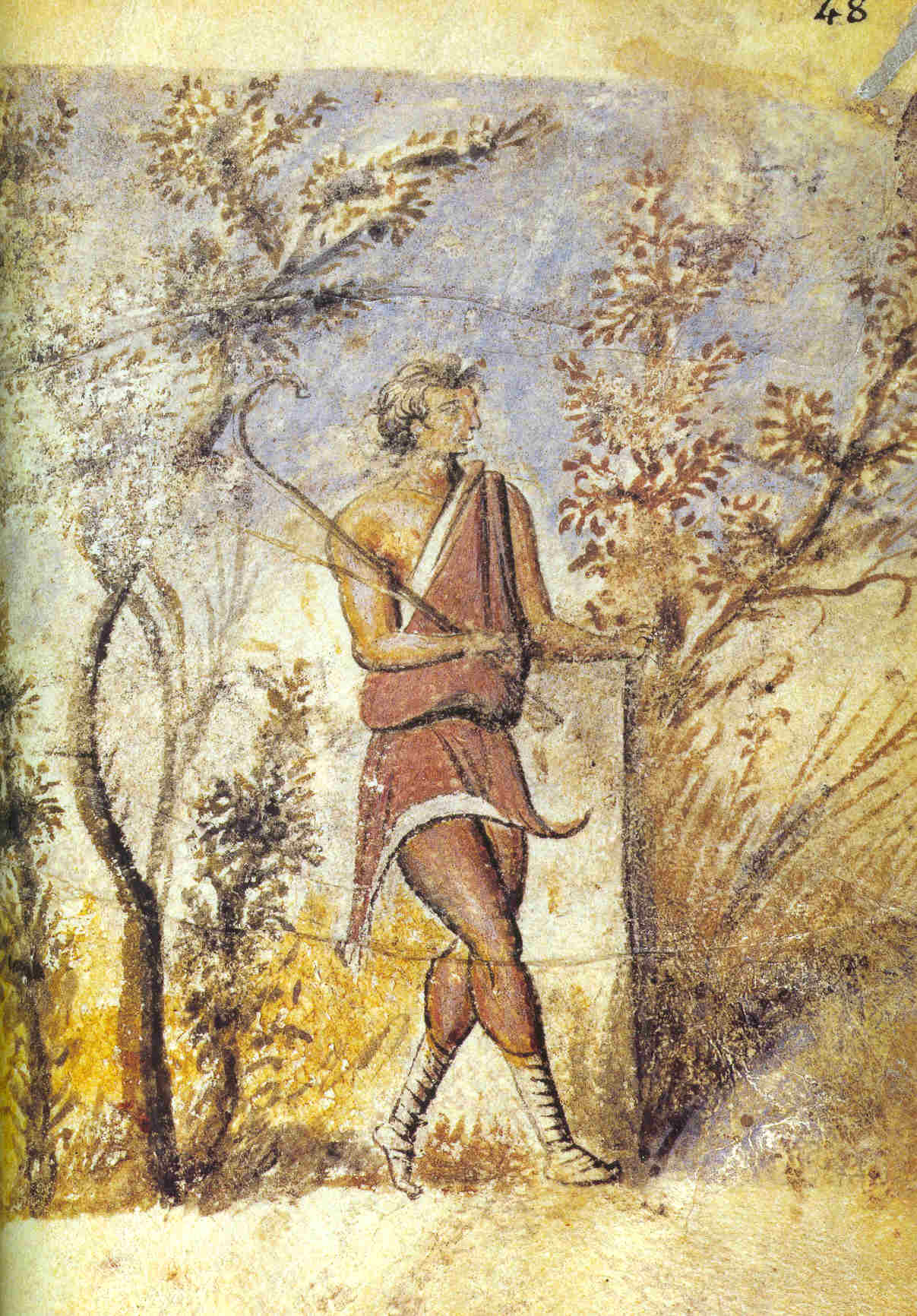
Theriaca, византийская миниатюра X века

Никандр Колофонский (др.-греч. Νίκανδρος ὁ Κολοφώνιος) — древнегреческий поэт, грамматик и врач II века до н. э.

## Биография
Родился в городе Кларос, неподалёку от Колофона, в семье жрецов Аполлона. Расцвет его творчества приходится на время правления пергамского царя Аттала III. По словам Никандра, его отцом был Дамей (Damaeus; см. Vita Nic.), Суда называет его отцом Ксенофана и добавляет, что «согласно некоторым» Никандр был этолийцем. Кроме того, в Дельфах имеется надпись о даровании проксении «Никандру Колофонскому, сыну Анаксагора, эпическому поэту» (SIG 452). Скорее всего, в последнем случае идет речь о тезке-коллеге известного нам Никандра.
Никандр — автор многих прозаических и поэтических сочинений, из которых до нас дошли только два: Териака (958 гекзаметров — об укусах ядовитых животных и ранах, которые они вызывают) и Алексифармака (630 гекз. — о ядах и противоядиях). Необходимые медицинские знания Никандр черпал из работ врачей Аполлодора и Гиппократа.
Среди утраченных сочинений Никандра: мифологическая поэма Превращения, вероятно, послужившая источником для Метаморфоз Овидия и прозаически изложенная Антонином Либералом, и Георгики, значительная часть которой, возможно, была использована Вергилием.
Работы Никандра восхвалены Цицероном в трактате Об ораторе (I, 16), переложены Луканом, часто цитируются Плинием и другими писателями.

## Список работ

### Сохранившиеся поэмы
- Theriaca
- Alexipharmaca
- Эпиграммы

### Утраченные поэмы
- Cimmerii
- Europia
- Georgica («Георгики»)
- Heteroeumena («Превращения»)
- Hyacinthus
- Hymnus ad Attalum («Гимн Аталлу»)
- Melissourgica
- Oetaica
- Ophiaca
- Sicelia
- Thebaica

### Прозаические сочинения
- Aetolica («История Этолии»)
- Colophoniaca («История Колофона»)
- De Poetis Colophoniis («О колофонских поэтах»)
- Glossae («Трудные слова»)

### Тексты и переводы
- Nicander ed. and tr. A. S. F. Gow, A. F. Scholfield. Cambridge: Cambridge University Press, 1953.
- Более ранние издания J.G. Schneider (1792, 1816); O. Schneider (1856) (со схолиями).
- Издание в серии «Collection Budé» (опубликовано 2 тома из 3): Nicandre. Oeuvres.
  - Tome II: Les Thériaques. Fragments iologiques antérieurs à Nicandre. Texte établi et traduit par J.-M. Jacques. 2002. CCVIII, 322 p. ISBN 978-2-251-00503-4
  - Tome III. Les Alexipharmaques. Lieux parallèles du Livre XIII. Des Iatrica d’Aétius. Texte établi et traduit par Jean-Marie Jacques. CLXXXV, 423 p. ISBN 978-2-251-00541-6
- Сведения о Скифии и Кавказе (отрывки из поэм Никандра и схолий). // Вестник древней истории. 1947. № 3. С. 302—303.
- Две эпиграммы Никандра. // Греческая эпиграмма. (Серия «Литературные памятники»). СПб.: Наука. 1993. С. 296.

### Схолии к Никандру
- Схолии (из геттингенского манускрипта) изданы G. Wentzel в: Abhandlungen der k. Gesellschaft der Wiss. zu Göttingen vol. 38 (1892).

### Исследования
- Чистякова Н. А. Эллинистическая поэзия: Литература, традиции и фольклор. Л.: Изд-во ЛГУ. 1988. 176 стр. С. 128—130.
- H. Klauser, «De Dicendi Genere Nicandri» (Dissertationes Philologicae Vindobonenses, vi. 1898).
- W. Vollgraff, Nikander und Ovid (Groningen, 1909 ff.).